# El Comercio (Équateur)
Pour les articles homonymes, voir El Comercio.
 (mars 2024).
Si vous disposez d'ouvrages ou d'articles de référence ou si vous connaissez des sites web de qualité traitant du thème abordé ici, merci de compléter l'article en donnant les références utiles à sa vérifiabilité et en les liant à la section « Notes et références ».
 (novembre 2023).
La mise en forme du texte ne suit pas les recommandations de Wikipédia : il faut le « wikifier ».
Les points d'amélioration suivants sont les cas les plus fréquents. Le détail des points à revoir est peut-être précisé sur la page de discussion.
- Les titres sont pré-formatés par le logiciel. Ils ne sont ni en capitales, ni en gras.
- Le texte ne doit pas être écrit en capitales (les noms de famille non plus), ni en gras, ni en italique, ni en « petit »…
- Le gras n'est utilisé que pour surligner le titre de l'article dans l'introduction, une seule fois.
- L'italique est rarement utilisé : mots en langue étrangère, titres d'œuvres, noms de bateaux, etc.
- Les citations ne sont pas en italique mais en corps de texte normal. Elles sont entourées par des guillemets français : « et ».
- Les listes à puces sont à éviter, des paragraphes rédigés étant largement préférés. Les tableaux sont à réserver à la présentation de données structurées (résultats, etc.).
- Les appels de note de bas de page (petits chiffres en exposant, introduits par l'outil «  Source ») sont à placer entre la fin de phrase et le point final[comme ça].
- Les liens internes (vers d'autres articles de Wikipédia) sont à choisir avec parcimonie. Créez des liens vers des articles approfondissant le sujet. Les termes génériques sans rapport avec le sujet sont à éviter, ainsi que les répétitions de liens vers un même terme.
- Les liens externes sont à placer uniquement dans une section « Liens externes », à la fin de l'article. Ces liens sont à choisir avec parcimonie suivant les règles définies. Si un lien sert de source à l'article, son insertion dans le texte est à faire par les notes de bas de page.
- La présentation des références doit suivre les conventions bibliographiques. Il est recommandé d'utiliser les modèles {{Ouvrage}}, {{Chapitre}}, {{Article}}, {{Lien web}} et/ou {{Bibliographie}}. Le mode d'édition visuel peut mettre en forme automatiquement les références.
- Insérer une infobox (cadre d'informations à droite) n'est pas obligatoire pour parachever la mise en page.

Pour une aide détaillée, merci de consulter Aide:Wikification.
Si vous pensez que ces points ont été résolus, vous pouvez retirer ce bandeau et améliorer la mise en forme d'un autre article.
El Comercio était un journal conservateur équatorien créé le 1er janvier 1906 par les frères César Mantilla Jácome et Carlos Mantilla Jácome, et publié à Quito. Son premier exemplaire date du 1er janvier 1906, sous la devise Diario de la Mañana (en français : « Journal du matin »), qui a ensuite été changée en Diario Independiente (en français : « Journal Indépendant »). Son directeur actuel[Quand ?] est Marcos Vaca Morales. Parmi les produits du journal figuraient le tabloïd populaire Últimas Noticias et les magazines Familia, Líderes, Carburando et Súper Pandilla.
Une des filiales du Groupe El Comercio est la chaîne Ecuadoradio. Le groupe était également propriétaire de la Televisora Nacional Canal 8 (plus tard Ecuavisa) jusqu'en 1989, date à laquelle elle a été vendue.

## Histoire
En 1906, les frères Mantilla Jácome décidèrent de lancer leur propre projet éditorial, le journal El Comercio, dont les premiers exemplaires furent imprimés dans un garage de Quito (en Équateur), où travaillaient également quatre typographes, un monteur de plans et le presseur d'une petite machine manuelle. Pendant plus d'un siècle d'existence, le journal a été persécuté et fermé à plusieurs reprises. Le 12 février 1949, les installations du journal ont été attaquées et incendiées, et six personnes furent tuées, décédées, après que la station de radio associée au journal, Radio Quito, ait diffusé une dramatisation de La Guerre des mondes de H. G. Wells.
En 1938, Últimas Noticias, une édition matinale d'El Comercio, fit son apparition et devint ensuite un tabloïd.
Carlos et Jorge Mantilla Ortega prirent la relève des fondateurs du journal. À la mort de ce dernier en 1979, Guadalupe Mantilla de Acquaviva, représentant la troisième génération familiale dans le secteur des médias, a pris la relève après avoir suivi des études de journalisme à Paris et à l'Université de Syracuse à New York. Par la suite, son fils, Fabricio Acquaviva Mantilla, a assumé la présidence exécutive et la présidence du conseil d'administration. Actuellement[Quand ?], Marcos Vaca Morales occupe le poste de directeur général et Paola Montenegro est la directrice générale.
Au milieu des années 80, le groupe a traversé une crise économique et un mouvement syndical agité qui l'ont pratiquement conduit à la faillite. Cependant, l'intervention de nouveaux actionnaires appartenant au groupe familial fondateur a redynamisé l'entreprise.
Le groupe s'est également diversifié dans le domaine de la radio avec Radio Quito, Radio Platinum et la chaîne d'informations Ecuadoradio. En 1940, Radio Quito a été créée, proposant des programmes d'actualités, de sports, de musique, de radio-revues et de radionovelas. Elle est affiliée à la chaîne SOLAR (en espagnol : Sociedad Latinoamericana de Radiodifusión), a des liens directs avec toute l'Amérique latine et est un membre principal d'Ecuadoradio. Radio Platinum a été créée en 1996 et possède cinq fréquences dans cinq villes équatoriennes : Quito, Guayaquil, Cuenca, Ambato et Tulcán. En 2015, elle a cessé d'appartenir à l'Asociación Ecuatoriana de Editores de Periódicos (mieux connue sous son acronyme, Aedep), et n'est plus membre du GDA (en espagnol : Grupo de Diarios América). Elle demeure toutefois membre de la Sociedad Interamericana de Prensa (SIP).
Le 12 janvier de la même année, El Comercio a publié une courte annonce en première page indiquant que, à partir de cette date, 94% des actions d'El Comercio, évaluées à 15,5 millions de dollars, avaient été vendues à Telglovisión S.A., une entreprise appartenant à l'entrepreneur mexicano-guatémaltèque Remigio Ángel González, propriétaire également d'environ 40 chaînes de télévision dans douze pays d'Amérique latine. En Équateur, il détient au total 13 stations de télévision et de radio. L'achat d'El Comercio marque sa première incursion dans le journalisme écrit.
Le groupe a également investi dans le secteur de la télévision. Le 1er février 2016, Televicentro a été créé, une chaîne de télévision avec une couverture d'information, propriété du Groupe El Comercio. La fréquence accordée pour la diffusion de la station a fait l'objet d'une controverse en raison de diverses irrégularités constatées par la Contraloría General de la República de Ecuador.
La même année, le groupe a lancé son journal numérique.

## Crise
En raison de la montée en puissance des médias numériques, de la chute progressive des médias imprimés et de la pandémie de Covid-19, le journal a dû effectuer diverses coupes financières et réductions de personnel. À la suite d'une grève de ses employés qui avaient travaillé cinq mois sans être payés, El Comercio a annoncé le 6 juin 2023 la fin du journal imprimé. Actuellement, le journal ne publie que des colonnes d'opinion sur son site web.